# District de Nanpiao
Le district de Nanpiao (南票区 ; pinyin : Nánpiào Qū) est une subdivision administrative de la province du Liaoning en Chine. Il est placé sous la juridiction de la ville-préfecture de Huludao.